# Almaliq
Almaliq, parfois écrit Almalik, (kirghize : Алмалык, dans les langues turques, alma signifie pomme, translittération en chinois : 阿力麻里 ; pinyin : Ālìmálǐ) est une ancienne ville, du bassin de l'Ili située dans l'actuel xian de Huocheng, préfecture autonome kazakhe d'Ili, dans la région autonome du Xinjiang, en République populaire de Chine. Elle est située entre Yining et la frontière avec le Kazakhstan.

## Histoire
L'origine dans les territoires des Karlouks au sein du Khaganat turc. Elle est surtout connue pour les descriptions par les historiens perses et les voyageurs chinois de l'ère mongole (du XIIIe siècle au XVe siècle), en particiliè par le taoïste du XIIIe siècle, Qiu Chuji (ou Chang Chun), qui fut nommé par Gengis Khan, responsable des religions sur le territoire chinois.
D'après les notes de voyage de Yelü Chucai, conseiller en chef de Gengis Khan, la ville d'Almaliqa, été située entre les monts Tian Shan et la rivière Ili. Il y avait de nombreux pommiers autour de la ville. Le peuple de la région les appelaient « almaliq », ce qui donna le nom à la ville.